# Estação Louise
Louise (fr) ou Louiza (nl) é uma estação das linhas 2 e 6 do Metro de Bruxelas.